# Червеноклюно бърне
Червеноклюно бърне (Anas erythrorhyncha) е вид птица от семейство Патицови (Anatidae).

## Разпространение и местообитание
Разпространен е в Ангола, Ботсвана, Бурунди, Джибути, Еритрея, Етиопия, Замбия, Зимбабве, Кения, Демократична република Конго, Лесото, Мадагаскар, Малави, Мозамбик, Намибия, Руанда, Свазиленд, Сомалия, Судан, Танзания, Уганда, Южен Судан и Южна Африка.